# Fabio Fiallo
Fabio Federico Fiallo Cabral (3 de febrero de 1866 en Santo Domingo, República Dominicana - 29 de agosto de 1942 en La Habana, Cuba) fue un escritor, poeta y político dominicano. Fiallo Cabral era sobrino del presidente dominicano General José María Cabral y Luna, tío del diseñador de moda Óscar de la Renta Fiallo, y tío y a la vez suegro del activista político y anti-trujillista Viriato Fiallo. 

## Biografía
Nacido en la ciudad de Santo Domingo (República Dominicana) el 3 de febrero de 1866, sus padres fueron Juan Ramón Fiallo (político dominicano, diputado al Congreso de la República Dominicana en 1867) y Ana María Cabral Figueredo. Desde muy joven contó con la orientación política de su padre, quien desde la administración del Presidente, el general José María Cabral y Luna, formó parte de importantes comisiones encargadas de negociar un tratado de paz, amistad y comercio entre Haití y la República Dominicana. Luego de ingresar a la Facultad de Derecho en el Instituto Profesional, abandonó sus estudios para dedicarse a la política y a la poesía desde joven.
Sirvió como funcionario público desde las diferentes posiciones del Gobierno de la República Dominicana, entre ellos: procurador fiscal del Tribunal de Primera Instancia de Santo Domingo, subsecretario de Interior y Policía (1903), comisionado especial del Gobierno en Azua, Samaná y Barahona (1904), cónsul en La Habana (1905), en Nueva York (1905) y en Hamburgo (1910), gobernador de Santo Domingo (1913) y miembro de la Comisión de Pensiones (1932).
Estuvo casado en dos oportunidades: casó por primera vez el 1 de octubre de 1892 con Prudencia Lluberes Contreras, con quien procreó a Prudencia Atala (1897), León Octavio (1894), y a Rafael (murió párvulo), y enviudó el 19 de julio de 1897; sus segundas nupcias las contrajo en 1905 con María Bonetti Ernest, con quien procreó a Margarita, Fabio y Julia Amelia. En La Romana, en el sector denominado San Carlos, una calle lleva su nombre merced al concejal Wanchy Medina, por medio de la Ordenanza 23-2014.

## Nacionalismo
La actividad política de Fabio Fiallo limitaba su carrera de poeta. Estuvo preso por defender la nacionalidad dominicana ante la intervención estadounidense de 1916 a 1924. Fue fundador de los periódicos El Hogar (1894), La Bandera Libre (1899), La Campaña (1905) y Las Noticias (1920) y colaborador del Listín Diario y El Lápiz. 
Fue apresado en los últimos meses de 1900 junto a Arturo Pellerano Alfau, director del Listín Diario durante la escalada represiva contra la prensa del gobierno liberal de Juan Isidro Jiménes.
Fue miembro de la Asociación Nacional de la Prensa, dirigida en 1916 por Arturo J. Pellerano Alfau y a la que pertenecieron también Américo Lugo, Conrado Sánchez, Juan Durán, Manuel A. Machado y Félix Evaristo Mejía, entre otros. A través de esta agrupación se realizaron las primeras denuncias a la comunidad internacional en oposición a la ocupación de Estados Unidos en la República Dominicana.
En 1916, un simple comisario de policía, recibiendo órdenes del poder interventor, bajo el infundado alegato de estar involucrado en el movimiento revolucionario iniciado el 14 de abril que encabezaba Desiderio Arias, apresó a Fiallo, siendo recluido en la torre del homenaje de la Fortaleza Ozama junto al periodista venezolano Manuel Flores Cabrera, director del periódico Las Noticias. Fue condenado a cinco años de trabajo forzado y al pago de cinco mil pesos de multa, por haber publicado un artículo en el Listín Diario antes de haberlo sometido a la comisión de censura. Pero la labor nacionalista de Fiallo no culmina con el fin de La Bandera Libre, sino que, por el contrario, se tornó más radical; y en el Congreso de la Prensa celebrado en noviembre de 1920 propuso medidas radicales: declarar "traidor a la Patria a cualquier individuo dominicano que acepte en cualquier circunstancia misión, empleo o cargo alguno en cualquier forma cooperara con el Gobierno interventor" y que el pueblo dominicano boicoteara el saludo, el trato y la palabra contra cualquier traidor dominicano.
Josué Daniel Ramírez el 22 es uno de los más conspícuos miembros del Parnaso nacional, es más conocido por sus obras de ficción (poesía y cuento) que por sus cavilaciones en el ámbito periodísticco, sus lances como político y sus fervientes combates nacionalistas.

## Periodismo
En su obra "Fabio Fiallo en la Bandera Libre: 1899-1916", Rafael Darío Herrera, escribe:

En septiembre de 1899, fundó el periódico La Bandera Libre que circulaba tres veces a la semana en los principales centros urbanos del país, y, como la mayoría de los medios escritos de la época, constaba de cuatro páginas, la primera de las cuales, contrario a lo que ocurre en la actualidad, estaba enteramente dedicada a la publicidad, y en las páginas interiores se incluían artículos de opinión con escasas noticias. En la época los periódicos se mantenían con los ingresos que generaban las suscripciones fijas y con las esquelas que colocaban los abogados y los comerciantes, generalmente extranjeros. El periódico sobrevivió hasta los primeros meses de 1900, y se autodefinía, en esta primera época, como una publicación "política y de intereses generales". Posteriormente reapareció en 1915 hasta su desaparición a fines de 1916. La Bandera Libre es un periódico de combate, mordaz, incisivo, escrutador de las problemáticas nacionales. Emerge en una etapa de transición entre la defenestrada dictadura de Heureaux (julio de 1899) y el gobierno de Jimenes (noviembre de 1899). Su objetivo queda delineado en el editorial inicial: "Lucharemos por el definitivo triunfo en las instituciones y en la práctica de las ideas liberales. Predicaremos la libertad a todo trance. Las depredaciones, los nepotismos, las camarillas, los monopolios, nos tendrán en contra suya.

A pesar de que en la primera etapa en que circuló La Bandera Libre todavía no se habían decantado las agrupaciones jimenistas (o bolos) y los horacistas (coludos), sus páginas contienen críticas acerbas contra el primero, en tanto Jimenes era percibido como el principal opositor de la dictadura lilisista, sobre todo por su expedición a bordo del vapor Fanita en 1898, y la evidente simpatía con que contaba la dictadura entre los grupos de letrados urbanos del que Fiallo formaba parte. Así, en octubre de 1899, antes de las elecciones, Fiallo aceptaba con reservas la candidatura de Jimenes.
Murió en La Habana (Cuba) el 28 de agosto de 1942. Sus restos fueron trasladados a República Dominicana en 1977 por orden del gobierno que entonces presidía el doctor Joaquín Balaguer.

## Obras
- Primavera sentimental (1903)
- Cuentos frágiles (1908)
- Cantaba el ruiseñor (1910)
- Canciones de la tarde (1920)
- Plan de acción y liberación del pueblo dominicano (1922)
- Jurb (1922)
- La cita (1924)
- Canto a la bandera (1925)
- La canción de una vida (1926)
- Las manzanas de Mefisto (1934)
- El balcón de Psiquis (1935)
- Poemas de la niña que está en el cielo (1935)
- Sus mejores versos (1938)
- En el atrio
- Cazador furtivo (Dedicado a Amelia Ceide)
- La última hazaña de don Juan.
- El Principe del Mar. (1964)